# Kenny Atkinson
Kenneth Neil "Kenny" Atkinson (Northport, 2 de junho de 1967) é um treinador norte-americano de basquete profissional que atualmente é o treinador principal do Cleveland Cavaliers. 
Nascido em Huntington, Nova York, Atkinson jogou basquete universitário na Universidade de Richmond, onde liderou a equipe até um Sweet Sixteen no Torneio da NCAA em 1988. 

## Carreira como jogador
Atkinson jogou profissionalmente na Itália, França, Alemanha, Espanha e Holanda de 1990 a 2004. 
Ele teve testes com várias equipes da NBA, incluindo o New York Knicks no verão de 1991. 

## Carreira de treinador
Atkinson entrou para a equipe técnica do New York Knicks como assistente técnico em 6 de agosto de 2008.
Em 2012, após quatro temporadas com os Knicks, ele se juntou à equipe técnica do Atlanta Hawks. Em 17 de abril de 2016, foi anunciado que Atkinson assumiria o cargo de treinador principal do Brooklyn Nets quando a temporada dos Hawks chegasse ao fim.

### Brooklyn Nets (2016–2020)
Atkinson fez sua estréia na NBA no dia 26 de outubro de 2016, com uma derrota por 122-117 para o Boston Celtics. Atkinson conseguiu sua primeira vitória como técnico da NBA duas noites depois, quando os Nets derrotaram o Indiana Pacers por 103-94. A equipe terminou a temporada com um recorde de 20-62. 
A segunda temporada de Atkinson com os Nets viu a saída de Brook Lopez, que foi negociado com o Los Angeles Lakers. A equipe foi competitiva desde o início da temporada mas com um recorde de 1-9 em fevereiro acabou com qualquer chance em uma vaga nos playoffs. Os Nets terminaram a temporada com um recorde de 28-54, que foi uma melhoria de oito jogos em relação à temporada anterior. 
Na terceira temporada de Atkinson com os Nets, ele levou o time a um recorde de 42–40, vencendo 14 jogos a mais do que na temporada anterior, e uma vaga nos playoffs com a sexta colocação. Os Nets perderam para o Philadelphia 76ers em cinco jogos na primeira rodada dos playoffs. 
Na quarta temporada de Atkinson com os Nets, ele levou o time a um recorde de 28–34, antes de deixar o cargo de técnico principal em 7 de março de 2020.

### Los Angeles Clippers (2020–2021)
Em 16 de novembro de 2020, Atkinson foi contratado como assistente técnico do Los Angeles Clippers sob o comando do técnico Tyronn Lue.

### Golden State Warriors (2021–2024)
Em 13 de agosto de 2021, o Golden State Warriors contratou Atkinson como assistente técnico.
Ele ganhou seu primeiro título da NBA quando os Warriors derrotaram o Boston Celtics em seis jogos nas Finais da NBA de 2022. Durante as Finais da NBA, o Charlotte Hornets ofereceu a Atkinson o cargo de treinador principal, mas ele teria recusado após concordar informalmente em aceitar o cargo.
Em 12 de fevereiro de 2024, Atkinson treinou os Warriors para uma vitória de 129–107 contra o Utah Jazz, enquanto o técnico Steve Kerr compareceu ao funeral de Dejan Milojević na Sérvia.

### Cleveland Cavaliers (2024–Presente)
Em 28 de junho de 2024, Atkinson foi contratado pelo Cleveland Cavaliers como treinador principal.
Os Cavaliers começaram a temporada de 2024–25 com uma das maiores sequências de vitórias da história da NBA, vencendo seus primeiros 15 jogos, o que fez de Atkinson o único treinador principal na história da NBA a vencer os primeiros 15 jogos com uma franquia.

## Estatísticas da carreira

### Como treinador
|          |          |     |     |     |      |                 | Playoffs | Playoffs | Playoffs | Playoffs |                                           |
| Equipe   | Ano      | J   | V   | D   | %    | Classificação   | J        | V        | D        | %        | Resultado                                 |
| -------- | -------- | --- | --- | --- | ---- | --------------- | -------- | -------- | -------- | -------- | ----------------------------------------- |
| Brooklyn | 2016–17  | 82  | 20  | 62  | .244 | 5º no Atlântico | -        | -        | -        | -        | Não foi para os Playoffs                  |
| Brooklyn | 2017–18  | 82  | 28  | 54  | .341 | 5º no Atlântico | -        | -        | -        | -        | Não foi para os Playoffs                  |
| Brooklyn | 2018-19  | 82  | 42  | 40  | .512 | 4º no Atlântico | 5        | 1        | 4        | .200     | Eliminado na Primeira Rodada dos Playoffs |
| Brooklyn | 2019–20  | 62  | 28  | 34  | .452 | (Demitido)      | —        | —        | —        | —        | —                                         |
| Carreira | Carreira | 308 | 118 | 190 | .387 |                 | 5        | 1        | 4        | .200     |                                           |

## Prêmios e homenagens
NBA

### Como assistente
- Campeão da NBA: 2022

### Como treinador
- Treinador do All-Star Game: 2025
- Técnico do Ano da NBA: 2025[21]